# Fehérhasú cinege
A fehérhasú cinege (Melaniparus albiventris) a verébalakúak (Passeriformes) rendjébe, ezen belül a cinegefélék (Paridae) családjába tartozó kis termetű, 15 centiméter hosszú madárfaj.
Kamerun, Kenya, Nigéria, Dél-Szudán, Tanzánia és Uganda szubtrópusi és trópusi száraz erdeiben és nedves hegyvidéki erdeiben él. Többnyire rovarokkal táplálkozik, de magokat is fogyaszt. Monogám, egész évben költ, de elsősorban az esős évszak idején, októbertől januárig.

## Külső hivatkozások
- Parus albiventris